# Vasúti veszélyeztetés
A veszélyeztetések (vasúti veszélyhelyzetek, kvázibalesetek) a vasúti közlekedésben azok a szerencsés kimenetelű vonatközlekedési események, amikor a balesetet előidéző okok fennállnak ugyan, de a baleset és annak következményei (személyi sérülés, anyagi kár) elmaradnak. Ilyen lehet, amikor egy vágányon a nyílt pályán egymással szemben közlekedik két vonat vagy az állomáson foglalt vágányra járatnak be egy vonatot, de a járműveket az ütközés előtt sikerül megállítani. Ide sorolhatók azok az események, amikor a kisiklás veszélyét magában rejtő pályahibát (töltéscsuszamlás, sziklaomlás, hídleszakadás) a vonat érkezése előtt észlelik és a vonatot időben megállítják.

## Ismertebb magyarországi veszélyhelyzetek
- 1891. január 13., Rákosfalva

A hóval fedett kétvágányú vasúti pályára egy kiránduló csoport tévedt, nem észlelték a vasúti pályát. A pályaőr megállította a csoport felé közlekedő vonatokat.
- 1906. január 5., Pákapuszta (a mai Városföld)

Kecskemét és Pákapuszta állomások között éjjel két vonat egymással szembehaladt. A pályaőr a két vonatot karjelzéssel egymástól 50 méterre állította meg.
- 1909. április, Gyula-Városerdő

A vasúti töltés 300 méter hosszan átázott és megcsúszott. A pályaőr megállította az érkező vonatot.
- ?, Öreghegy

Egy tehervonat megfutamodott a Veszprém–Alsóőrs-vasútvonalon, a vonatot sikerült megállítani.
- 2009. december 9., Tüskevár

Devecser állomáson egy tehervonat megfutamodott, ezt csak Tüskevár állomáson tudták megállítani a vasutasok. Baleset azért nem következett be, mert a gyorsvonat, mely a megfutamodott tehervonattal szembe ment volna 13 perc késésben volt, így ennek köszönhetően elmaradt az összeütközés.
- 2011. május 16., Tura

Aszód és Tura állomások között két vonat egymással szembehaladt. A két vonat egymástól 1632 méterre állt meg.